# Christopher Landon (réalisateur)
Pour les articles homonymes, voir Landon.
 (juillet 2017).
Si vous disposez d'ouvrages ou d'articles de référence ou si vous connaissez des sites web de qualité traitant du thème abordé ici, merci de compléter l'article en donnant les références utiles à sa vérifiabilité et en les liant à la section « Notes et références ».
Christopher Landon est un réalisateur, scénariste et producteur de cinéma américain, né le 27 février 1975 à Los Angeles. Il est le fils de l'acteur Michael Landon.

## Biographie

### Enfance
Christopher Beau Landon est le fils de Michael Landon et Lynn Noe, et le plus jeune des quatre enfants issus de leur mariage. L'une de ses sœurs est l'actrice Leslie Landon et son frère est l'acteur et réalisateur Michael Landon Jr.. Ses parents ont divorcé en 1982 et il a continué à vivre avec son père, jusqu'à ce que celui-ci meure d'un cancer du pancréas, lorsque Christopher Landon avait seize ans,.

### Carrière
Inspiré par son père, Christopher Landon étudie le scénario à l'Université Loyola Marymount, mais il abandonne trois ans après lorsque le réalisateur Larry Clark le contacte après avoir lu l'un de ses scripts. Pour Clark, il co-écrit le script d'Another Day in Paradise avec Eddie Little, auteur de l’œuvre originale, et Stephen Chin. Après ce film, il se déclare gay, conscient que l'homophobie peut nuire à son potentiel dans l'industrie. « Je peux tomber de la liste en raison de ma sexualité. Mais si cela se produit, je veux être sur cette liste de toute façon », a-t-il dit, en parlant de l'homophobie à Hollywood et de l'industrie du cinéma. Il est passé de Los Angeles à Austin, au Texas, en envisageant l'avenir de sa carrière, qu'il ne relança que quelques années plus tard.
La plupart des films de Landon porte sur les thèmes et les problèmes gays, y compris 30 $, l'une des cinq composantes de Boys Life 3, une collection de courts métrages traitant des problèmes auxquels sont confrontés les gays et de la relation entre un homme hétéro et un homosexuel. Plus récemment, il a écrit le scénario de Paranoïak. Paranoïak est l'un de ses scripts d'étude qu'il a présenté à Montecito Pictures et ensuite à DreamWorks Pictures, et est devenu numéro 1 dans les cinémas lors de sa sortie. Landon a également fait ses débuts de réalisateur avec Burning Palms, un thriller comique.
Après avoir écrit Paranormal Activity 2, Paranormal Activity 3 et Paranormal Activity 4, Landon a dirigé le dérivé de la franchise, Paranormal Activity: The Marked Ones.
En 2023, il est choisi pour mettre en scène le septième volet de la franchise Scream initiée par Wes Craven. En décembre 2023, il quitte finalement le projet pour divers désaccords. Il réalise finalement Drop Game, sorti en 2025.

## Filmographie

### Réalisateur
- 1996 : Only Child (court-métrage)
- 2010 : Burning Palms (court-métrage)
- 2014 : Paranormal Activity: The Marked Ones
- 2015 : Manuel de survie à l'apocalypse zombie
- 2017 : Happy Birthdead
- 2019 : Happy Birthdead 2 You
- 2020 : Freaky
- 2023 : We Have a Ghost
- 2025 : Drop Game (Drop)

### Scénariste
- 1998 : Another Day in Paradise
- 1999 : $30 (court-métrage, producteur exécutif)
- 2000 : Boys Life 3 (en) (producteur)
- 2007 : Le Goût du sang
- 2007 : Paranoïak
- 2010 : Paranormal Activity 2
- 2011 : Paranormal Activity 3 (coproducteur)
- 2012 : Paranormal Activity 4 (producteur délégué)
- 2016 : Viral

## Distinctions

### Nominations
- 2014 : Imagen Foundation Awards du meilleur réalisateur pour Paranormal Activity: The Marked Ones (2014).
- 2015 : iHorror Awards du meilleur remake/suite d'horreur pour Paranormal Activity: The Marked Ones (2014).
- 2021 : Fangoria Chainsaw Awards du meilleur scénario pour Paranormal Activity: The Marked Ones (2014) partagé avec Michael Kennedy.
- Georgia Film Critics Association Awards 2021 : Lauréat du Prix Oglethorpe pour Paranormal Activity: The Marked Ones (2014) partagé avec Michael Kennedy.